# Георги Герасимов
Георги Герасимов е български художник. Един от класиците на новото и най-ново българско изкуство, майстор на изящната рисунка и графика (суха игла, дърворез, офорт, акватинта, верни-му, мецотинто, линогравюра), живопис.

## Биография
Завършва прогимназия и гимназия в Пазарджик (1905 – 1925). Дипломира се в Държавна художествена академия със завършен курс по живопис при проф. Никола Маринов и с допълнителен предмет „графика“ при проф. Васил Захариев. Получава свидетелство за специалност „Преподавател по живопис“ (1926 – 1931). Специализира графика в Академията за приложно изкуство в Прага при проф. Т. Ф. Шимон и проф. Швабински. Дипломира се с отличен успех, почетен диплом и парична награда, като завършва 4-годишния курс на обучение за 10 месеца (1937 – 1938). Работи като стажант и редовен учител, лектор по рисуване, техническо чертане и калиграфия в различни столични училища: I и III мъжки гимназии, Техническо училище, Военно-инженерната школа, Промишленото училище за трудови резерви, Техникума по графика (1931 – 1965). Работи и като чертожник в Секцията на водите в Пазарджик (1926), военен художник (1943), художник-график в Държавната печатница – София (1933 – 34), наблюдател на учебния процес по рисуване в Пазарджик (1944).
След пенсионирането си живее и твори в Пазарджик (1965 – 1977). Първата си самостоятелна изложба, която е юбилейна, урежда в Пазарджик (1966). Избран е за член на художествения съвет на Художествената галерия „Станислав Доспевски“ (1972).
Умира в Пазарджик на 15 април 1977.
Георги Герасимов завещава на Пазарджик цялото си художествено наследство от над 6000 творби; къщата си в Пазарджик, заедно с цялата си покъщнина и лични вещи, между които 122 с музейна и етнографска стойност, в т.ч. нумизматична сбирка, златни часовници, ордени и др; дюкяна си в Пазарджик на бул. „България“; спестовните влогове; личния и фамилен архив; 1974 бр. книги и списания; апартамента си в София на ул. „Султан тепе“ 3 с цел "да бъде предоставен за квартира на талантливи ученици и студенти, учещи в Художествената гимназия и Художествената академия в София.
Волята на дарителя е домът му в Пазарджик да бъде превърнат в постоянна художествена галерия, където да бъдат изложени творбите му, а „вещите да останат експонати“ в нея. Родната му къща сега е филиал на Художествена галерия „Станислав Доспевски“ в Пазарджик.

## Изложби
От 1930 г. участва във всички общи художествени изложби в страната и представителни изложби на българското изобразително изкуство в чужбина като Прага, Будапеща, Москва, Берлин, Лайпциг, Варшава, Мюнхен, Франкфурт, Щутгарт, Виена, Загреб, Любляна, Белград, Кошице, Пилзен, Париж, Чикаго, Ню Йорк, Венеция, Лугано и др.

## Награди и отличия
Награда на Министерството на народното просвещение за детски портрет „Лили“ и гравюрата „Пиета“ (1936), Орден „Кирил и Методий“ (1966, 1959).
Провъзгласен за почетен гражданин на Пазарджик „за приноса му в националното изкуство и културно развитие на родния град“ по повод 60-ата му годишнина и юбилейната изложба (1966) и др.